# 皮爾多普市鎮

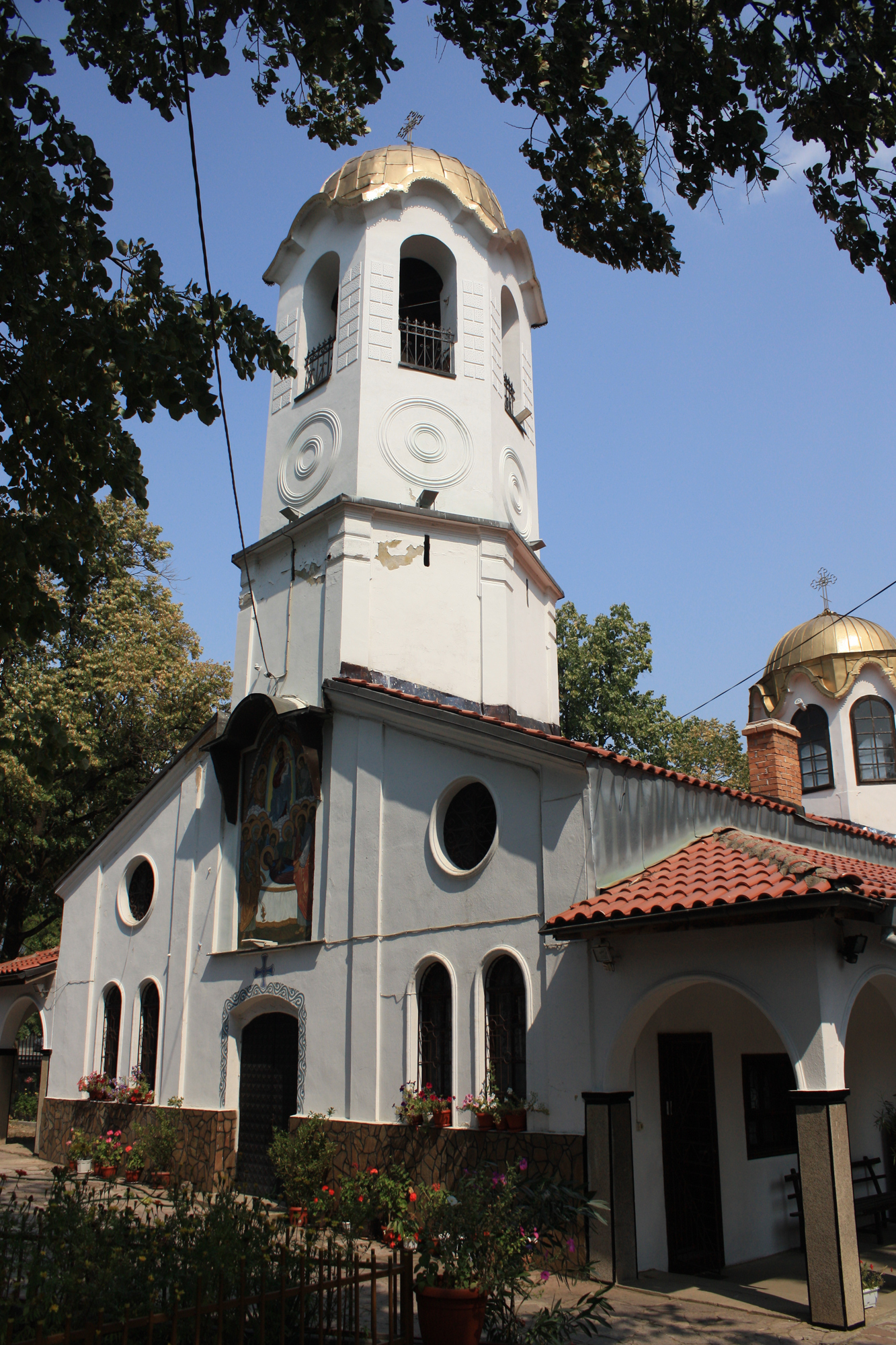
教堂

42°42′N 24°11′E / 42.700°N 24.183°E
皮爾多普市鎮，是保加利亞西部索菲亞州的市鎮，行政中心为皮爾多普，面積152.44平方公里，2011年人口8,293，人口密度每平方公里54.4人。